# 60. Armee (Rote Armee)
Die 60. Armee (russisch 60-я армия) war ein Großverband der Roten Armee die im Zweiten Weltkrieg im Süden der Ostfront eingesetzt wurde. Sie kämpfte vorwiegend in der Ukraine und rückte über Galizien ins Protektorat vor.

## Geschichte

### Erste Formation
Die 60. (Reserve-)Armee wurde am 15. November 1941 nach der Richtlinie des Oberkommandos vom 2. November im Militärbezirk Wolga aufgestellt und blieb zunächst direkt der Stawka unterstellt.
- Die Armee umfasste zunächst die 334., 336., 348., 352., 358., 360. Schützen-, 11. Kavallerie-Division und eine Reihe von Artillerie- und andere Einheiten.

Anfang Dezember erhielt sie die Aufgabe, eine Verteidigungslinie am linken Wolga-Ufer im Gebiet von Kosmodemjansk und dem befestigten Raum von Gorki zu verteidigen, dazu wurde sie am 5. Dezember dem inneren Moskauer Verteidigungsbereich unterstellt. Bereits am 25. Dezember 1941 wurde das Kommando und die Truppenteile der 60. Armee dazu herangezogen, die 3. Stoßarmee aufzustellen.

### Zweite Formation
Die zweite Aufstellung der 60. Armee wurde am 7. Juli 1942 durch Umbenennung der 3. Reserve-Armee geschaffen.
- Mit der 107., 121., 161., 167., 195., 232., 237. und 303. Schützendivision, dem 75. befestigten Gebiet sowie einer Reihe von Panzer-, Artillerie- und anderen Formationen wurde diese Armee am 9. Juli der Woronesch-Front einverleibt und führte nördlich von Woronesch Verteidigungskämpfe am linken Ufer des Don-Flusses.

Im Winter 1943 nahm sie an den Operationen Woronesch-Kastornoje teil, bei denen sie Woronesch (25. Januar), Kastornoje (29. Januar), Kursk (8. Februar) befreite und Anfang März den Raum Rylsk erreichte.
Armeegliederung März 1943
- 121., 141. und 322. Schützendivision, 104. und 248. Schützenbrigade

Am 23. März wurde die Armee an die Kursker Front gebracht und am 26. März der 2. Formation der Zentralfront überstellt. In neuer Zusammensetzung nahm die Armee an der Schlacht von Kursk und der Befreiung des linken Ufers des Dnjepr teil.
Armeegliederung Juli/August 1943
- 24. Schützenkorps, Generalmajor Nikolai Iwanowitsch Kirjuchin (42. und 112. Schützendivision)
- 30. Schützenkorps, Generalmajor Grigori Semjonowitsch Lazko (121., 141. und 322. Schützendivision)
- Unabhängige 55. Schützendivision

Während der Offensive wurden die Städte Gluchow (30. August), Konotop (6. September) und in Zusammenarbeit mit der 13. Armee des Weiteren Bachmatsch am 9. September und Neschin am 15. September befreit. In der zweiten Septemberhälfte 1943 erreichte die 60. Armee den Dnjepr nördlich von Kiew und war an der Bildung von Brückenköpfen östlich von Dymer bei Stracholesje und Jasnogorodka beteiligt.
Nach der Erweiterung des Brückenkopfes von Ljutesch bis zum Irpen-Abschnitt nahm die 60. Armee diesen Platz als Sprungbrett zum Angriff nach Südwesten ein.
Am 6. Oktober 1943 wurde die 60. Armee der Woronesch-Front zugewiesen. Die Armee wurde dann Teil der 1. Ukrainischen Front (ab 20. Oktober 1943) zugeteilt und erlitt Anfang Dezember während des Unternehmen Advent bei der Kiewer Offensive schwere Verluste. Die Truppen nahmen zur Jahreswende an der Schitomir-Berditschew und im Frühjahr 1944 an der Rowno-Luzker Operation teil. Der 60. Armee wurden für den Angriff in Wolhynien das 4. Garde- und 25. Panzerkorps zugeteilt. Das am rechten Flügel eingesetzte 23. Schützenkorps sollte Ostrog einnehmen. Der linke Flügel (15. und 30. Schützenkorps sowie 4. Garde- und 25. Panzer-Korps) hatte die im Raum Ljubar stehenden deutschen Truppen zu binden.
Die Armee hatte auch Anteil an der folgenden Proskurow-Czernowitzer Operation. Die Truppen befreiten auf ihren Weg mehrere Städte und erreichten im April 1944 die Ausläufer der Karpaten.
Armeegliederung im April 1944
- 15. Schützenkorps, Generalmajor Iwan Iljitsch Ljudnikow (148., 322. und 336. Schützendivision)
- 23. Schützenkorps, Generalmajor Nikita Jemeljanowitsch Tschuwakow, ab 22. April Michail Frolowitsch Grigorowitsch (8. und 359. Schützendivision)
- 28. Schützenkorps, Generalmajor Michail Iwanowitsch Ozimin (107., 140. und 246. Schützendivision)
- 94. Schützenkorps, Generalmajor Josif Iwanowitsch Popow (117. Garde- und 99. Schützendivision)
- 106. Schützenkorps, Generalmajor Pjotr Wassiljewitsch Kotelkow, ab 20. April Generalleutnant Alexander Nikolajewitsch Netschajew (135., 302. und 340. Schützendivision)

Im Juli 1944 stand die 60. Armee im Raum südlich von Brody, im Rahmen der Lwiw-Sandomierz-Operation in Zusammenarbeit mit anderen Armeen gelang die Befreiung der Städte Tarnopol (27. Juli), Lemberg und Przemyśl, bis Ende August wurde die Weichsel südlich der Stadt Dębica erreicht.

### Kriegsjahr 1945
Im Januar 1945 nahm die 60. Armee unter dem Front-Befehlshaber Marschall Konew an der Weichsel-Oder-Operation teil. Die Truppen befreiten am 19. Januar zusammen mit der 59. Armee (unter Generalleutnant Korownikow) Krakau, umfassten das schlesische Industriegebiet von Süden und befreiten dabei am 27. Januar das KZ Auschwitz.
Armeegliederung am 12. Januar 1945
- 15. Schützenkorps, Generalmajor Pjotr Wakulowitsch Tertyschni mit 107. und 336. Schützendivision
- 28. Schützenkorps, Generalmajor Michail Iwanowitsch Ozimin mit 246., 302. und 322. Schützendivision
- 106. Schützenkorps, Generalmajor Pawel Fedosejewitsch Ilinych mit 100., 148. und 304. Schützendivision
- 4. Garde-Panzerkorps, Generalmajor Pawel Pawlowitsch Poljuborow mit 12., 13. und 14. Garde-Panzerbrigade und 3. Garde-mechanisierte Schützenbrigade

Die 60. Armee setzte die Offensive fort, erreichte die obere Oder im Raum Oppeln und bildete einen Brückenkopf nördlich der Stadt Ratibor. Im Verlauf der Oberschlesischen Operation beteiligten sich die Verbände und Einheiten der Armee in Zusammenarbeit mit anderen Armeen der Front an der Einkreisung der deutschen Gruppierung im Raum Oppeln, in Zusammenarbeit mit der 38. Armee der 4. Ukrainischen Front und erreichte am Ende der Operation das Sudeten-Vorgebirge. Dann nahm die Armee an der Oberschlesischen- und Niederschlesischen Operation teil. Am 16. März eröffneten die 60. und 59. Armee aus dem westlichen Oder-Brückenkopf zwischen Cosel und Ratibor ihren Angriff nach Westen, am 24. März konnte die 60. Armee mit dem 28. Schützenkorps (Generalmajor Ozimin) Leobschütz erstürmen. Während der folgenden Mährisch-Ostrauer Operation am 22. April wurde die Stadt Troppau gestürmt, am 5. Mai wurde Sternberg erreicht. Während der folgenden Prager Operation besetzte die Armee Mährisch-Ostrau und brach auf Olmütz durch. Im August 1945 wurde die 60. Armee aufgelöst, deren Hauptquartier zur Bildung des Kommandos des Kuban-Militärbezirks herangezogen.

## Führung
Kommandeure
- Generalleutnant M. A. Purkajew (15. November – 25. Dezember 1941)
- Generalleutnant M. A. Antonjuk (7. – 26. Juli 1942)
- Generalleutnant/Generaloberst I. D. Tschernjachowski (26. Juli 1942 bis 15. April 1944)
- Generaloberst P. A. Kurotschkin (15. April 1944 – bis Kriegsende)

Stabschefs:
- Generalmajor A. P. Pokrowski (Oktober–Dezember 1941)
- Generalmajor S. N. Krylow (Juli 1942 – Februar 1943)
- Generalmajor G. A. Ter-Gasparjan (Februar 1943 – Juli 1944)
- Oberst S. M. Protas (Juli–August 1944)
- Generalmajor A. D. Goncharow (August 1944 – bis Kriegsende)

Mitglieder des Militärrats:
- Brigadierkommissar A. P. Rjazanow (November–Dezember 1941)
- Armeekommissar F. F. Kusnezow (Juli–Oktober 1942)
- Generalleutnant A. I. Saporoschez (Oktober 1942 – Juli 1943)
- Generalmajor V. M. Olenin (Juli 1943 – bis Kriegsende)